# Kolcoszczurek
Kolcoszczurek (Tokudaia) – rodzaj ssaków z podrodziny myszy (Murinae) w obrębie rodziny myszowatych (Muridae).

## Rozmieszczenie geograficzne
Rodzaj obejmuje gatunki występujące wyłącznie na wyspach Riukiu na południe od Japonii.

## Morfologia
Długość ciała (bez ogona) 103–175 mm, długość ogona 83,5–135 mm, długość ucha 22–23 mm, długość tylnej stopy 28,8–38 mm; masa ciała 132–169 g.

## Systematyka
Rodzaj zdefiniował w 1941 roku japoński teriolog Mitoshi Tokuda w artykule zatytułowanym Zrewidowana monografia japońskich i mandżursko-koreańskich Muridae, opublikowanym w czasopiśmie „Biogeographica”. Jednak nazwa – Acanthomys – którą ukuł Tokuda okazała się być zajęta przez inny rodzaj gryzoni z rodziny myszowatych, dlatego w 1943 roku japoński ornitolog i teriolog Nagamichi Kuroda nadał rodzajowi nową nazwę – Tokudaia. Gatunkiem typowym jest (oryginalne oznaczenie) kolcoszczurek amamijski (T. osimensis).

### Etymologia
- Acanthomys: gr. ακανθα akantha ‘kolec’, od ακη akē ‘punkt’[9]; μυς mus, μυος muos ‘mysz’[10].
- Tokudaia: Mitoshi Tokuda (1906–1975), japoński teriolog[11].
- Tokudamys: Mitoshi Tokuda (1906–1975), japoński teriolog; gr. μυς mus, μυoς muos „mysz”[3].

### Podział systematyczny
Rodzaj ten jest blisko spokrewniony z Apodemus spotykanymi m.in. w Europie. Te wyspiarskie endemity różnią się genetycznie od gryzoni z sąsiednich dużych wysp (Wysp Japońskich i Tajwanu) i ich przodkowie musieli przybyć na archipelag Riukiu w bardzo odległych czasach. Do rodzaju należą następujące gatunki:
| Grafika | Gatunek                  | Autor i rok opisu     | Nazwa zwyczajowa        | Podgatunki         | Rozmieszczenie geograficzne                      | Podstawowe wymiary                             | Status IUCN |
| ------- | ------------------------ | --------------------- | ----------------------- | ------------------ | ------------------------------------------------ | ---------------------------------------------- | ----------- |
|         | Tokudaia muenninki       | (D.H. Johnson, 1946)  | kolcoszczurek okinawski | gatunek monotypowy | Okinawa; zakres wysokości: powyżej 3000 m n.p.m. | DC: 11,2–17,5 cm DO: 9,2–13,2 cm MC: 132–169 g | CR          |
|         | Tokudaia osimensis       | (Y. Abe, 1933)        | kolcoszczurek amamijski | gatunek monotypowy | Amami Ōshima; zakres wysokości: 0–500 m n.p.m.   | DC: 10,3–16 cm DO: 8,3–13,5 cm MC: brak danych | EN          |
|         | Tokudaia tokunoshimensis | Endo & Tsuchiya, 2006 | kolcoszczurek japoński  | gatunek monotypowy | Tokunoshima                                      | DC: 10,3–16 cm DO: 8,3–13,5 cm MC: brak danych | EN          |

Kategorie IUCN:  EN  – gatunek zagrożony,  CR  – gatunek krytycznie zagrożony.
Wszystkie te gatunki są zagrożone wyginięciem ze względu na bardzo ograniczony zasięg występowania.